# Delapsja
Delapsja – proces powstawania bloków ześlizgowych, olistolitów, olistostrom, płaszczowin grawitacyjnych. Obejmuje osuwiska podmorskie, obrywy, spełzywanie zachodzące na skłonie kontynentalnym lub na zboczach rowów oceanicznych.